# 普鲁士号铁甲舰
普鲁士号是德意志帝国海军麾下的三艘普鲁士级铁甲巡防舰的首舰，以普鲁士王国命名。该舰是由斯德丁的伏尔铿船厂于1871年－1876年建造，并于1876年7月投入舰队服役。它也因此成为德国海军第一艘由本土私营船厂承建的大型军舰；而此前所有的所有舰只都是从国外订购或由国营船厂建造的。其主炮为安装在舰舯一对双座炮塔上的四门260毫米口径箍炮。
普鲁士号从入役后至1891年便一直在德国舰队服役，尽管它在整个运用生涯中经常被置于预备役。在役期内，它曾多次巡航前往地中海，包括执行1877年的一次特遣任务——当时奥斯曼帝国的动乱威胁到了居住在那里的德国公民。该舰于1891年底退役，然后一直作为港湾警戒舰使用至1896年，再被降格为驻威廉港的一艘补给船。1903年，它更名为“土星号”，使其原名得以重新使用。之后，它又充当鱼雷艇的贮煤废船直至运用生涯结束。舰只最终于1919年售予拆船业者。

## 设计

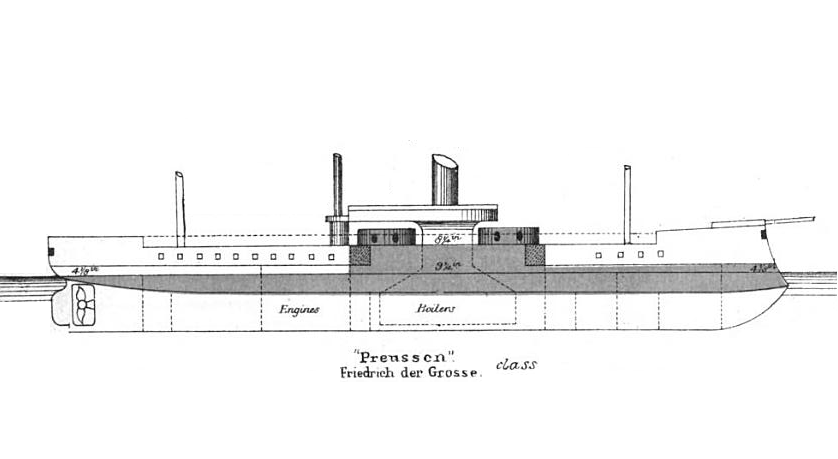
普鲁士级舰只示意图

三艘普鲁士级铁甲舰均是根据1867年的舰队规划而订购——鉴于在普丹战争期间，弱小的普鲁士海军无法突破丹麦海军的封锁，当时的北德意志联邦国会遂批准了这项舰队规划，以壮大北德意志邦联海军。它们原本是作为炮廓舰订购的，其后又被重新设计为炮塔舰样式；它们是德国舰队中首个统一的铁甲舰船级。
普鲁士号的全长为96.59米，有16.3米的舷宽和7.12米的前吃水。它由一台三缸单胀蒸汽机提供动力，用以驱动以一副螺旋桨。所需的蒸汽是通过六台筒状燃煤火管锅炉供给，并汇入一座烟囱内。其发动机额定功率为5,471匹公制馬力（5,396匹指示馬力），最高速度为14節（26每小時）。此外，舰只还配备有全帆船具，总表面积达1834平方米。它的标准船员编制为46名军官及454名水兵。
普鲁士号的主炮为四门260毫米22倍径箍炮，安装在舰舯基线的一对双座炮塔上。竣工时，它还配备有两门170毫米25倍径追击炮，分设于艏艉两端。在在1888－1890年进行重建后，其舰载武器又增加了六门（后为十门）88毫米30倍径速射炮、两挺37毫米机炮以及五具直径为350毫米、全数浸没在船体水线下方的鱼雷发射管。
舰只的装甲由锻铁制成，并以柚木为衬垫。装甲带由两层列板组成；上层列板有203毫米厚，下层列板的厚度范围从102至229毫米不等。两者都衬有234至260毫米的柚木。炮塔的侧部装甲厚度在203至254毫米之间，背衬的柚木则为260毫米厚。

## 建造
普鲁士号是由帝国海军向位于斯德丁的伏尔铿船厂订购；自1871年开始架设龙骨，造舰序号为66。 当时帝国海军正逐渐摆脱对外国船厂的依赖，因此这是德国私营造船厂首次获得为海军建造大型军舰的合同，也是德国本土建造的首批带有旋转炮塔的铁甲舰。该舰于1873年11月22日下水，并于1876年7月4日投入德国舰队使用。尽管它是同级中第三艘暨最后一艘开建的舰只，但却是第一艘下水及入役的。这主要是因为它的两艘姊妹舰——腓特烈大帝号和大选帝侯号均由新成立的帝国（国营）船厂建造，而普鲁士则是由一家经验丰富的商用造船厂建造的。

## 服役历史

### 1876－1883年
1876年7月入役后，普鲁士号即被投入训练分舰队（即公海舰队的雏形）使用。1877年，为了应对俄土战争引起的奥斯曼帝国动乱，它加入了一支被派往地中海的特遣分舰队；当时居住在当地的德国公民正受到暴力威胁。分舰队还包括两艘皇帝级铁甲舰、腓特烈·卡尔号铁甲舰和隼号通报舰，均受海军少将卡尔·费迪南德·巴奇指挥。1877年7月，分舰队驶至海法和雅法的港口，但未见岸上有明显的紧张局势。随后，巴奇下令离开，于夏季剩余的时间内都在地中海游弋，至10月才返回德国。

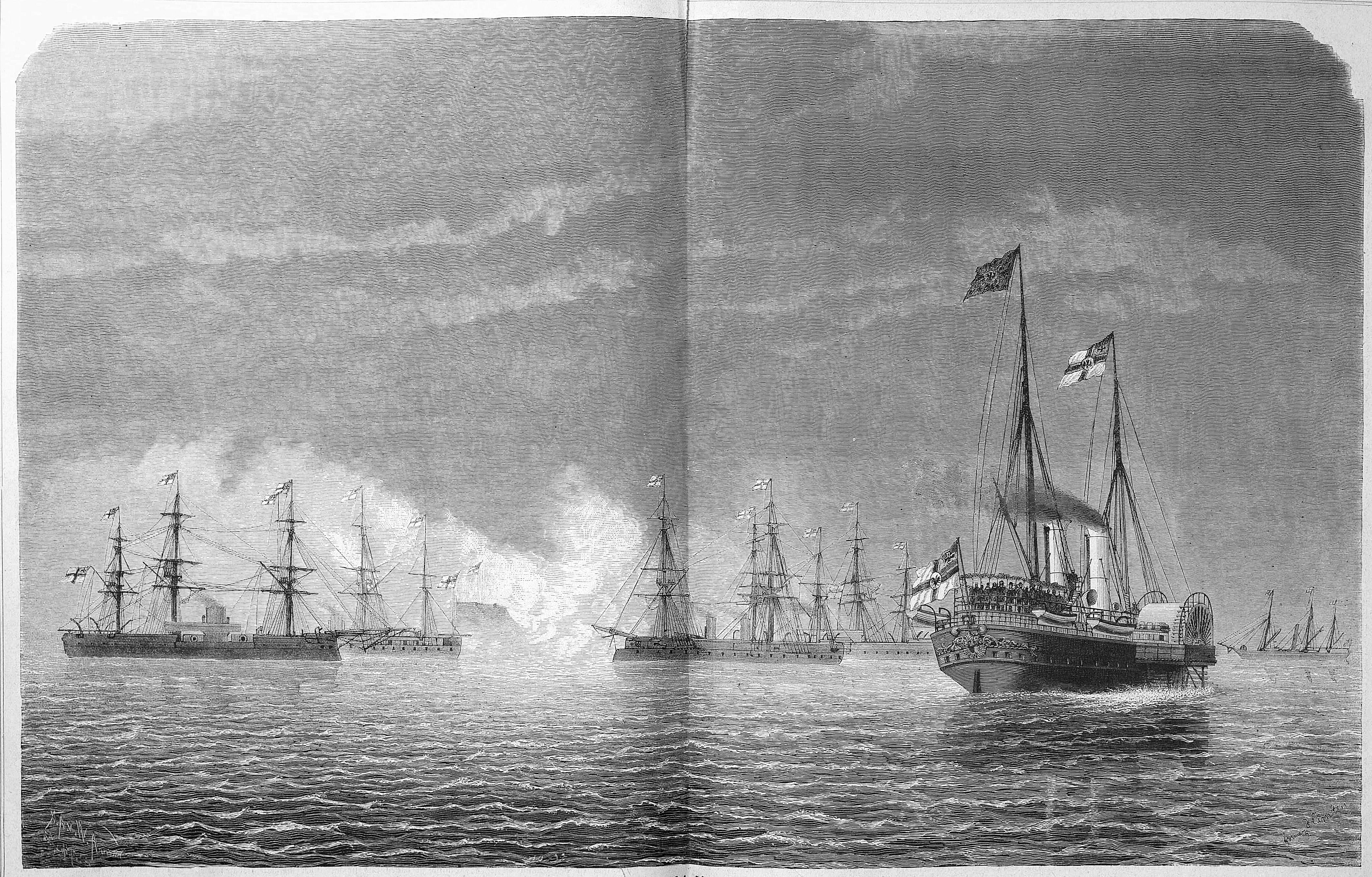
分舰队进行演习的插画，描绘有普鲁士号等数艘铁甲舰及其它舰艇

1878年4月，普鲁士号再次于巴奇将军的麾下参加了舰队演习。在此期间，它的两艘姊妹舰腓特烈大帝号和大选帝侯号均已入役。当它们于5月31日航行至英吉利海峡时，另一艘铁甲舰威廉国王号意外地撞上了大选帝侯号；后者很快便沉没，并造成276人丧生。在协助营救行动之后，普鲁士号又护送受损的威廉国王号前往朴茨茅斯——英国皇家海军在那里提供了一个旱坞进行紧急维修。时任帝国海军部部长的步兵上将阿尔布雷希特·冯·施托施遂命令巴奇及其官员立即搭乘普鲁士号和特遣舰隼号返回德国。1878年的年度夏季演习也在沉船事件发生一周后宣告取消。
铁甲训练分舰队于1879年5月重新启动，由普鲁士号、腓特烈大帝号以及老旧的铁甲舰王储号和腓特烈·卡尔号组成。年度的夏季训练巡航主要在波罗的海进行，惟6月曾短途航行至挪威沿岸。四艘舰于9月返回基尔，在那里它们被复员过冬。1880年，新入役的铁甲舰萨克森号取代了王储号在分舰队中的位置；前奥地利海军官员、海军少将威廉·冯·威克德则接替巴奇出任分舰队司令。除了8月份到威廉港和库克斯港作短暂停留外，分舰队再次留在波罗的海展开夏季巡航。
1881年的夏季巡航遵循与前一年相同的模式，但王储号重返阵中顶替了因发动机问题而饱受困扰的萨克森号，而分舰队司令则继续由威克德担任。7月，这些舰只接待了到访的英国预备役分舰队，当中包括英国第一艘铁甲舰勇士号。9月，在德皇威廉一世与俄国沙皇亚历山大三世会晤期间，普鲁士号又随分舰队余部前往但泽。1882年的夏季巡航包含了前一年的四艘铁甲舰，并再次受威克德指挥。自1883年开始，随着萨克森级铁甲舰全数入役，普鲁士号被撤出年度夏季演习并作预备役闲置。从1883年至1885年，这艘船经历了现代化改造，包括获得了新的锅炉装置和对艉甲板进行重建；船体中还增加了两挺37毫米机炮和五具浸没式鱼雷发射管。

### 1889－1919年

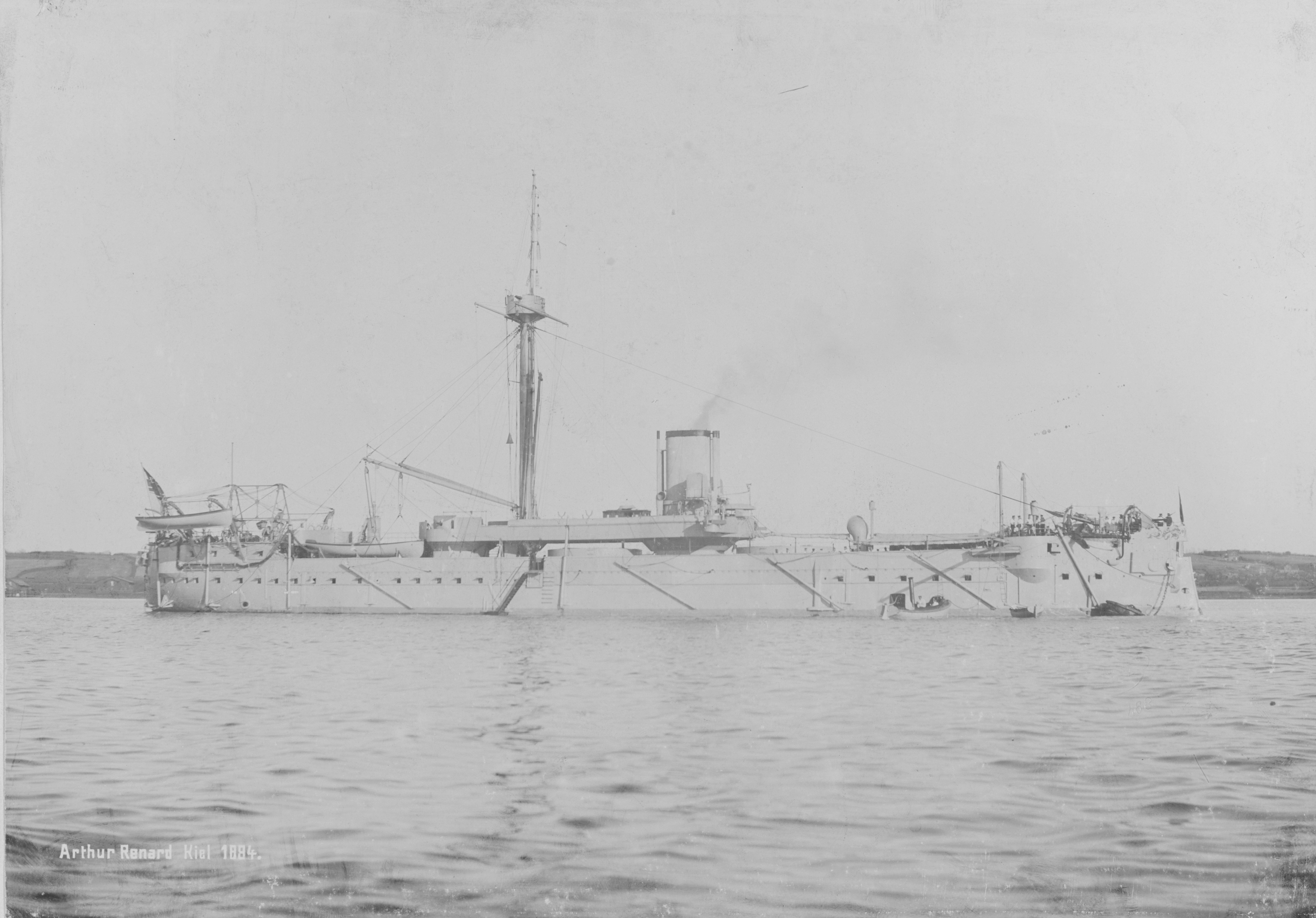
完成现代化改造后的普鲁士号

1889年8月，普鲁士号得到重新启用，以陪同新加冕德皇的威廉二世对英国展开国事访问。该舰被分配至与其姊妹舰腓特烈大帝号、皇帝号和德国号同在的第二支队，受海军少将弗里德里希·冯·霍尔曼指挥。在返回德国之前，它们还在北海进行了演习。普鲁士号随第二支队于1889－1890年度一直留在训练分舰队，这也是帝国海军全年维持铁甲舰部队在役的第一年。它们负责护送威廉二世的皇家游艇霍亨索伦号前往地中海；其中包含了对意大利和奥斯曼的国事访问。分舰队在地中海停留至1890年4月才返回德国。
1890年夏天，普鲁士号出席了英国向德国归还黑尔戈兰岛的移交仪式。它也参加了同年9月的年度演习期间，其中分舰队的全部八艘铁甲舰都模拟俄国舰队对基尔实施封锁。普鲁士号所在的第二支队于1890－1891年冬天继续留在训练分舰队服役。在海军少将威廉·施罗德的指挥下，分舰队再次巡航前往地中海。1891年，普鲁士号最后一次跟随第二支队参加舰队演习。它于1891年底撤出分舰队，转而担任港湾警戒舰。
自1896年11月16日起，普鲁士号作为一艘港湾船驻扎在威廉港。它于1903年11月12日被重新命名为土星号（Saturn），这样其名称便可以重新用于新式战列舰普鲁士号。1906年5月21日，该舰正式从海军序列中除籍。随后它又作为鱼雷艇的贮煤废船使用。据此改装后，土星号可以贮存多达5000吨燃煤。舰只最终于1919年6月27日被出售报废，并于同年在威廉港拆解。其破浪神像现存于德累斯顿的军事历史博物馆，而艏饰则在慕尼黑的德意志博物馆展出。

## 脚注
注释
1. ↑  SMS表示, 即“陛下之舰”。

引用
1. ↑  Dodson，第14, 20頁.
2. 1 2 3  Gröner，第5頁.
3. 1 2  Gröner，第5–6頁.
4. 1 2 3 4 5 6  Gröner，第6頁.
5. ↑  Sondhaus，第109頁.
6. 1 2  Gardiner，第244頁.
7. ↑  Sondhaus，第122頁.
8. ↑  Dodson，第25頁.
9. ↑  Sondhaus，第124頁.
10. ↑  Sondhaus，第126頁.
11. 1 2  Sondhaus，第140頁.
12. ↑  Dodson，第26–27頁.
13. ↑  Sondhaus，第140–141頁.
14. ↑  Sondhaus，第141–142, 161–163頁.
15. ↑  Dodson，第27頁.
16. ↑  Dodson，第32頁.
17. ↑  Sondhaus，第179頁.
18. ↑  Sondhaus，第192頁.
19. 1 2  Sondhaus，第194頁.